# イゴール・トランデンコフ
イゴール・トランデンコフ （Igor Trandenkov、ロシア語: Игорь Транденков、1966年8月17日 - ）は、ロシアの元陸上競技選手。男子棒高跳で、1992年バルセロナ、1996年アトランタオリンピックの2大会連続で銀メダルを獲得した選手である。

## 自己ベスト
- 棒高跳（屋外） ‐ 6.01m （1996年7月4日、世界歴代8位）
- 棒高跳（室内） ‐ 5.90m （1993年2月7日）

## 主な実績
| 年   | 大会                     | 場所                       | 種目   | 結果 | 記録  |
| ---- | ------------------------ | -------------------------- | ------ | ---- | ----- |
| 1992 | オリンピック             | バルセロナ(スペイン)       | 棒高跳 | 2位  | 5.80m |
| 1993 | 世界選手権               | シュトゥットガルト(ドイツ) | 棒高跳 | 3位  | 5.80m |
| 1994 | ヨーロッパ選手権         | ヘルシンキ(フィンランド)   | 棒高跳 | 3位  | 5.75m |
| 1996 | オリンピック             | アトランタ(アメリカ合衆国) | 棒高跳 | 2位  | 5.92m |
| 1996 | IAAFグランプリファイナル | ミラノ(イタリア)           | 棒高跳 | 3位  | 5.80m |